# Bambi-Verleihung 1992
Die 44. Bambi-Verleihung fand am 10. Dezember 1992 im Atrium des Hotels Maritim in Köln statt.

## Die Verleihung
Ein Ehrenbambi für Willy Millowitsch und ein Bambi für das Lebenswerk von Brigitte Mira. Ein Thema der Verleihung waren die Olympischen Spiele in Barcelona. Für jeden deutschen Goldmedaillengewinner, darunter das gesamte Hockeyteam der Männer, gab es einen Minibambi. Franziska van Almsick, die bei den Spielen in Deutschland zum Star geworden war, hatte mit gerade 16 Jahren zwar drei Medaillen gewonnen, es war aber keine Goldmedaille darunter. Sie erhielt einen Bambi in der Kategorie Sport. Auch Fremdenfeindlichkeit und Flüchtlingspolitik waren ein Thema. So ging der Charitybambi an die Sopranistin Barbara Hendricks für ihren Einsatz beim UNHCR. Außerdem gab es einen Sonderbambi Initiative für die Initiatoren der Lichterkette in München, einer friedlichen Protestaktion gegen „Ausländerhaß und Rechtsradikalismus“. Diese Aktion, die vier Tage vor der Bambi-Verleihung stattgefunden hatte und an der überraschend mindestens 400.000 Menschen teilgenommen hatten, erregte bundesweit großes Aufsehen.

## Preisträger
Aufbauend auf die Bambidatenbank.

### Leserwahl
Linda de Mol für Traumhochzeit

 Laudatio: Hans Meiser

### Beliebteste Fernsehserie
Beatrice Arthur für Golden Girls

### Ehrenbambi
Willy Millowitsch

### Film National
Helmut Dietl, Veronica Ferres, Götz George, Christiane Hörbiger, Harald Juhnke, Ulrich Limmer, Dagmar Manzel, Ulrich Mühe, Uwe Ochsenknecht und Günter Rohrbach für Schtonk!

### Klassik und Charity
Barbara Hendricks

### Kreativität
Eberhard Schoener

### Kultur
Jan Hoet

### Lebenswerk
Brigitte Mira

### Minibambi Olympia
Mario von Appen, Klaus Balkenhol, Dieter Baumann, Andreas Becker, Ludger Beerbaum, Kay Bluhm, Christian Blunck, Kathrin Boron, Elmar Borrmann, Maik Bullmann, Bernd Dittert, Heike Drechsler, Robert Felisiak, Jens Fiedler, Carsten Fischer, Volker Fried, Guido Fulst, Michael Glöckner, Torsten Gutsche, Andreas Hajek, Dagmar Hase, Heike Henkel, Michael Hilgers, Michael Jakosits, Oliver Kegel, Andreas Keller, Michael Knauth, Alexander Koch, Kerstin Köppen, Oliver Kurtz, Thomas Lange, Jens Lehmann, Torsten May, Christian Mayerhöfer, Sven Meinhardt, Michael Metz, Christian Meyer, Elisabeth Micheler, Klaus Michler, Ulrich Papke, Uwe Peschel, Brigit Peter, Ramona Portwich, Uwe Proske, Thomas Reineck, Christopher Reitz, Silke Renk, Wladimir Resnitschenko, Michael Rich, Petra Rossner, Stefan Saliger, Sybille Schmidt, Birgit Schmidt, Arnd Schmitt, Ulrich Schreck, Ralf Schumann, Anke von Seck, Ingo Spelly, Michael Steinbach, Stefan Steinweg, Michael Stich, Jan-Peter Tewes, Stefan Tewes, Andreas Tews, Monica Theodorescu, Nicole Uphoff, Stephan Volkert, Udo Wagner, Andreas Walzer, Thorsten Weidner, Ingo Weißenborn, Ronny Weller, Isabell Werth, André Willms und André Wohllebe

### Moderation
Margarethe Schreinemakers für Schreinemakers Live

### Nachwuchs
Jane March für Der Liebhaber

### Pop
Marius Müller-Westernhagen

### Sonderbambi Initiative
Gil Bachrach, Christoph Fisser, Chris Häberlein und Giovanni di Lorenzo für die Organisation der Münchner Lichterkette

### Sport
Franziska van Almsick

### Fernsehdokumentation
István Bury und Rolf Seelmann-Eggebert für die Dokumentarserie Europas Königshäuser

### Umwelt
Jacques-Yves Cousteau

### Wirtschaft
Grete Schickedanz